# Deodoro Mendonça
Deodoro Machado de Mendonça (Cametá, 23 de agosto de 1889 – Belém, 16 de agosto de 1968) é um advogado, professor, jornalista, fazendeiro, servidor público e politico brasileiro que foi deputado federal pelo Pará.

## Biografia
Filho de Basílio Lopes Correa de Mendonça e Lídia Machado de Mendonça. Advogado formado à Universidade Federal do Pará, foi promotor de justiça, lecionou na Escola Normal do Pará, compôs o quadro do Instituto dos Advogados Brasileiros e do Instituto Histórico e Geográfico do Pará. Membro e depois presidente da Academia Paraense de Letras, dirigiu O Estado do Pará e ainda o Jornal do Comércio, além de integrar o Sindicato dos Jornalistas Profissionais do Pará.
Chefe de gabinete da prefeitura de Belém na gestão de seu tio, Virgílio Mendonça, foi secretário-geral do estado por nove anos a partir de 1921 servindo aos interventores Antônio Emiliano de Sousa Castro, Dionísio Bentes e Eurico Vale até ser deposto pela Revolução de 1930. Mesmo à frente do cargo foi eleito prefeito de Cametá em 1923, suplente de deputado federal em 1927 e deputado federal em 1930 e 1934. Com a chegada do Estado Novo teve o mandato extinto, mas retornou à secretaria-geral do estado na interventoria de Gama Malcher.
Eleito deputado federal pelo PPS em 1945, ajudou a elaborar a Constituição de 1946. Filiado ao PSP, foi reeleito em 1950, 1954 e 1958. Após cumprir o mandato foi alçado ao diretório nacional de seu partido, ainda que não disputasse mais eleições.